# Levin (Nova Zelanda)
Levin (maori Taitoko) és una ciutat de la regió de Manawatu-Wanganui, a Nova Zelanda, i és la ciutat més gran del districte de Horowhenua. S'hi arriba per l'autopista 1 i el tren de l'Illa del Nord. Es troba a 90 km al nord de Wellington, a 50 km al sud de Palmerston North, i a dos km a l'est del Llac Horowhenua.
La ciutat va ser anomenada així per William Hort Levin, director de la companyia ferroviària Wellington i Manawatu Railway Company. El nom és una variació del clan jueu Levi. A diferència de la pronunciació habitual d'aquest cognom, es posa l'accent en la segona síl·laba de la paraula. El nom del poble maori és Taitoko.
Levin és un centre de servei de la zona rural circumdant i un nucli de manufactures lleugeres. Segons l'estimació de juny de 2008, tenia 19.600 habitants. Més del 20% dels habitants es van classificar com a majors de 65 anys, un percentatge considerablement superior a la mitjana nacional. La ciutat va celebrar el seu centenari el 2006.

## Personalitats
- Michele A'Court (humorista)
- Paul Beresford (polític britànic)
- Jez Brown (ràdio/televisió)
- Suzy Clarkson (locutora de notícies)
- Joy Cowley (novel·lista)
- Rebecca Gibney (actriu)
- Bronwyn Hayward (activista pels drets de les persones amb discapacitat i cineasta)
- Hewitt Humphrey (emissora)
- Dean Kent (nedador dels Jocs Olímpics i Jocs de la Mancomunitat)
- Doug Kidd (polític)
- Mateu Saunoa (guanyador del Nova Zelanda Idol 2006)
- George Silk (fotògraf)
- Carlos Spencer (Unió de Rugby Player)
- Jack Afamasaga (Rugby League Player)
- Pat Booth (periodista/escriptor)
- Darren Hughes (polític)